# Montvert
Montvert este o comună în departamentul Cantal, Franța. În 2008 avea o populație de 115 de locuitori.